# Ronde van Italië 2016/Zevende etappe
De zevende etappe van de Ronde van Italië 2016 werd gereden op 13 mei 2016 van Sulmona naar Foligno. De etappe was 211 kilometer lang.

## Verloop
Kort na de start kiezen drie renners voor de aanval: Stefan Küng, Jay McCarthy en Patrick Gretsch. Een klim van tweede categorie, Le Svolte di Popoli, ligt al vroeg in de wedstrijd. Bergtrui Damiano Cunego gaat daarom in de achtervolging op het drietal. Hij kan echter de kloof niet overbruggen en wordt terug opgeslorpt door het peloton waar Tim Wellens, die als vierde over de top komt, zich virtueel in de bergtrui heist. Na de Svolte di Popoli worden alle vluchters terug gegrepen. Het peloton valt vervolgens uit elkaar in drie stukken. Bij de samensmelting van de tweede en de derde groep is de achterstand van deze groep ongeveer twee minuten op het eerste peloton.
Vanuit het eerste peloton ontstaat een nieuwe ontsnapping met opnieuw Stefan Küng, Axel Domont, Stefan Denifl, Ilja Kosjevoj, Daniel Martínez en Giulio Ciccone. De vluchters worden tijdig gegrepen en er komt een massasprint, die gewonnen wordt door André Greipel.

## Uitslag
| Sulmona - Foligno (211 km) |                    |                            |          |
| Plaats                     | Naam               | Ploeg                      | Tijd     |
| Winnaar                    | André Greipel      | Lotto Soudal               | 5u01'08" |
| 2                          | Giacomo Nizzolo    | Trek-Segafredo             | z.t.     |
| 3                          | Sacha Modolo       | Lampre-Merida              | z.t.     |
| 4                          | Caleb Ewan         | Orica GreenEDGE            | z.t.     |
| 5                          | Enrico Battaglin   | Team LottoNL-Jumbo         | z.t.     |
| 6                          | Matteo Trentin     | Etixx-Quick Step           | z.t.     |
| 7                          | Aleksandr Porsev   | Team Katjoesja             | z.t.     |
| 8                          | Aleksej Tsatevitsj | Team Katjoesja             | z.t.     |
| 9                          | Nicola Ruffoni     | Bardiani CSF               | z.t.     |
| 10                         | Elia Viviani       | Team Sky                   | z.t.     |
| 11                         | Kristian Sbaragli  | Dimension Data             | z.t.     |
| 12                         | Manuel Belletti    | Wilier Triestina-Southeast | z.t.     |
| 13                         | Arnaud Démare      | FDJ                        | z.t.     |
| 14                         | Nikias Arndt       | Team Giant-Alpecin         | z.t.     |
| 15                         | Ivan Savitski      | Gazprom-RusVelo            | z.t.     |
|                            |                    |                            |          |
| 26                         | Steven Kruijswijk  | Team LottoNL-Jumbo         | z.t.     |
| 37                         | Maxime Monfort     | Lotto Soudal               | z.t.     |

## Klassementen
| Algemeen klassement |                     |                             |           |
| Plaats              | Naam                | Ploeg                       | Tijd      |
| Roze trui           | Tom Dumoulin        | Team Giant-Alpecin          | 29u23'23" |
| 2                   | Jakob Fuglsang      | Astana Pro Team             | + 26"     |
| 3                   | Ilnoer Zakarin      | Team Katjoesja              | + 28"     |
| 4                   | Bob Jungels         | Etixx-Quick Step            | + 35"     |
| 5                   | Steven Kruijswijk   | Team LottoNL-Jumbo          | + 38"     |
| 6                   | Alejandro Valverde  | Movistar Team               | + 41"     |
| 7                   | Diego Ulissi        | Lampre-Merida               | z.t.      |
| 8                   | Vincenzo Nibali     | Astana Pro Team             | + 47"     |
| 9                   | Kanstantsin Siwtsow | Dimension Data              | + 49"     |
| 10                  | Rigoberto Urán      | Cannondale Pro Cycling Team | + 51"     |
|                     |                     |                             |           |
| 27                  | Maxime Monfort      | Lotto Soudal                | + 2'44"   |

| Puntenklassement |                    |                    |        |
| Plaats           | Naam               | Ploeg              | Punten |
| Rode trui        | André Greipel      | Lotto Soudal       | 119    |
| 2                | Marcel Kittel      | Etixx-Quick Step   | 106    |
| 3                | Arnaud Démare      | FDJ                | 91     |
| 4                | Maarten Tjallingii | Team LottoNL-Jumbo | 80     |
| 5                | Giacomo Nizzolo    | Trek-Segafredo     | 78     |

| Bergklassement |                    |                    |        |
| Plaats         | Naam               | Ploeg              | Punten |
| Blauwe trui    | Tim Wellens        | Lotto Soudal       | 21     |
| 2              | Damiano Cunego     | Nippo-Vini Fantini | 20     |
| 3              | Alessandro Bisolti | Nippo-Vini Fantini | 16     |
| 4              | Stefan Küng        | BMC Racing Team    | 15     |
| 5              | Jakob Fuglsang     | Astana Pro Team    | 8      |

| Jongerenklassement |                 |                             |           |
| Plaats             | Naam            | Ploeg                       | Tijd      |
| Witte trui         | Bob Jungels     | Etixx-Quick Step            | 29u23'58" |
| 2                  | Davide Formolo  | Cannondale Pro Cycling Team | + 1'25"   |
| 3                  | Carlos Verona   | Etixx-Quick Step            | + 1'52"   |
| 4                  | Sebastián Henao | Team Sky                    | + 3'23"   |
| 5                  | Valerio Conti   | Lampre-Merida               | + 4'35"   |

| Ploegenklassement (tijd) |                             |           |
| Plaats                   | Ploeg                       | Tijd      |
| 1                        | Astana Pro Team             | 88u12'17" |
| 2                        | Etixx-Quick Step            | + 1'23"   |
| 3                        | Team Sky                    | z.t.      |
| 4                        | Cannondale Pro Cycling Team | + 1'36"   |
| 5                        | Team Katjoesja              | + 2'36"   |

## Opgaves
- Larry Warbasse (IAM Cycling)
- Javier Moreno (Movistar Team)

1e etappe ·
2e etappe ·
3e etappe ·
4e etappe ·
5e etappe ·
6e etappe ·
7e etappe ·
8e etappe ·
9e etappe ·
10e etappe ·
11e etappe ·
12e etappe ·
13e etappe ·
14e etappe ·
15e etappe ·
16e etappe ·
17e etappe ·
18e etappe ·
19e etappe ·
20e etappe ·
21e etappe
Startlijst · Eindstanden · Afbeeldingen